# سومبات‌هی
شهر سومبات‌هِی (به مجاری: Szombathely) مرکز استان واش در کشور مجارستان واقع شده‌است. جمعیت این شهر ۷۹٫۵۳۴ نفر است.

## نگارخانه

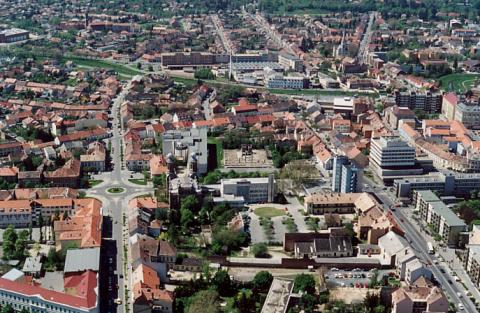
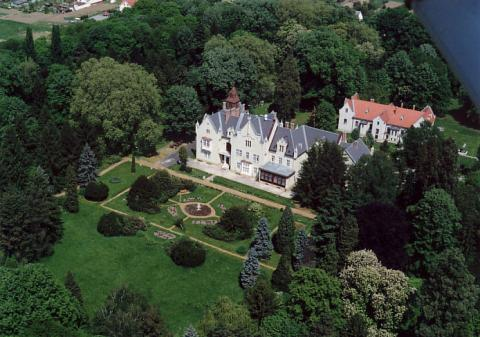
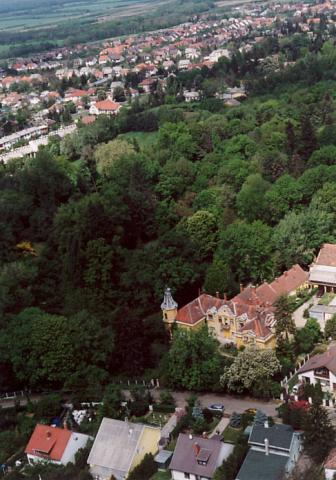
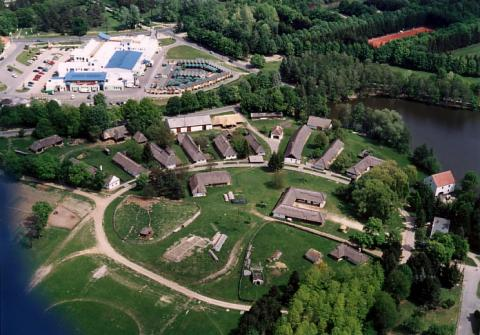
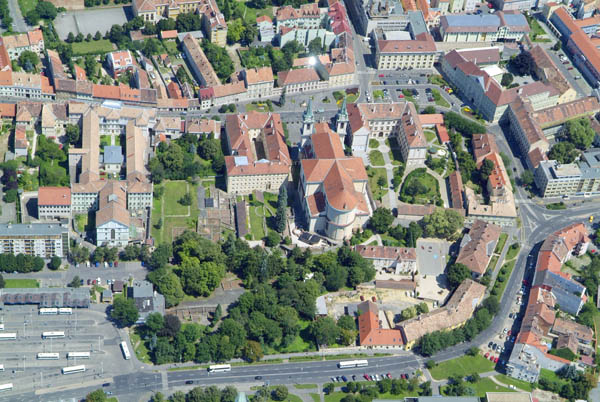
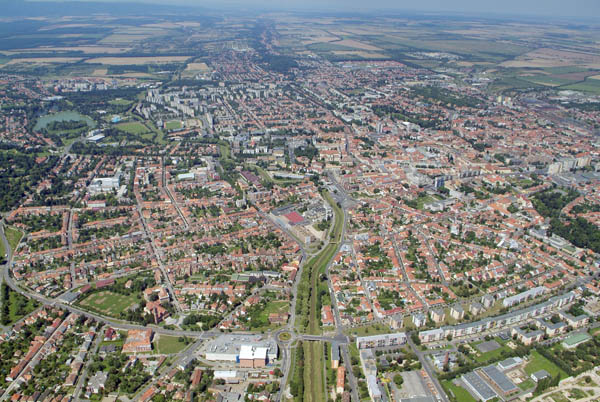
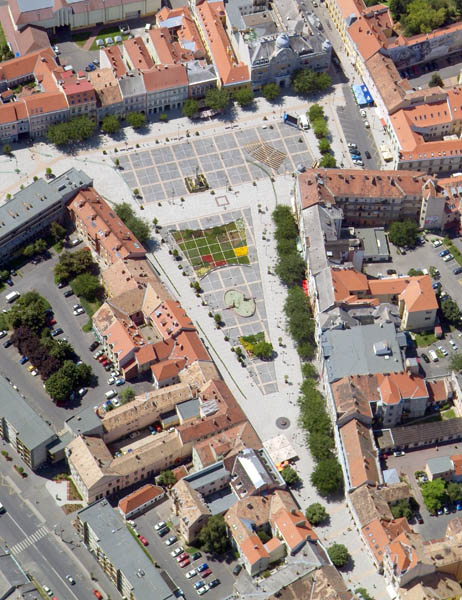
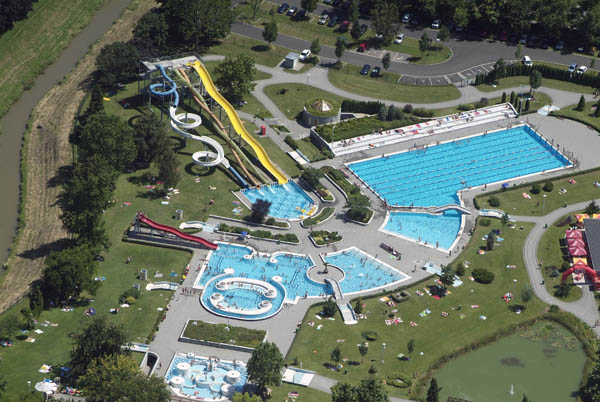
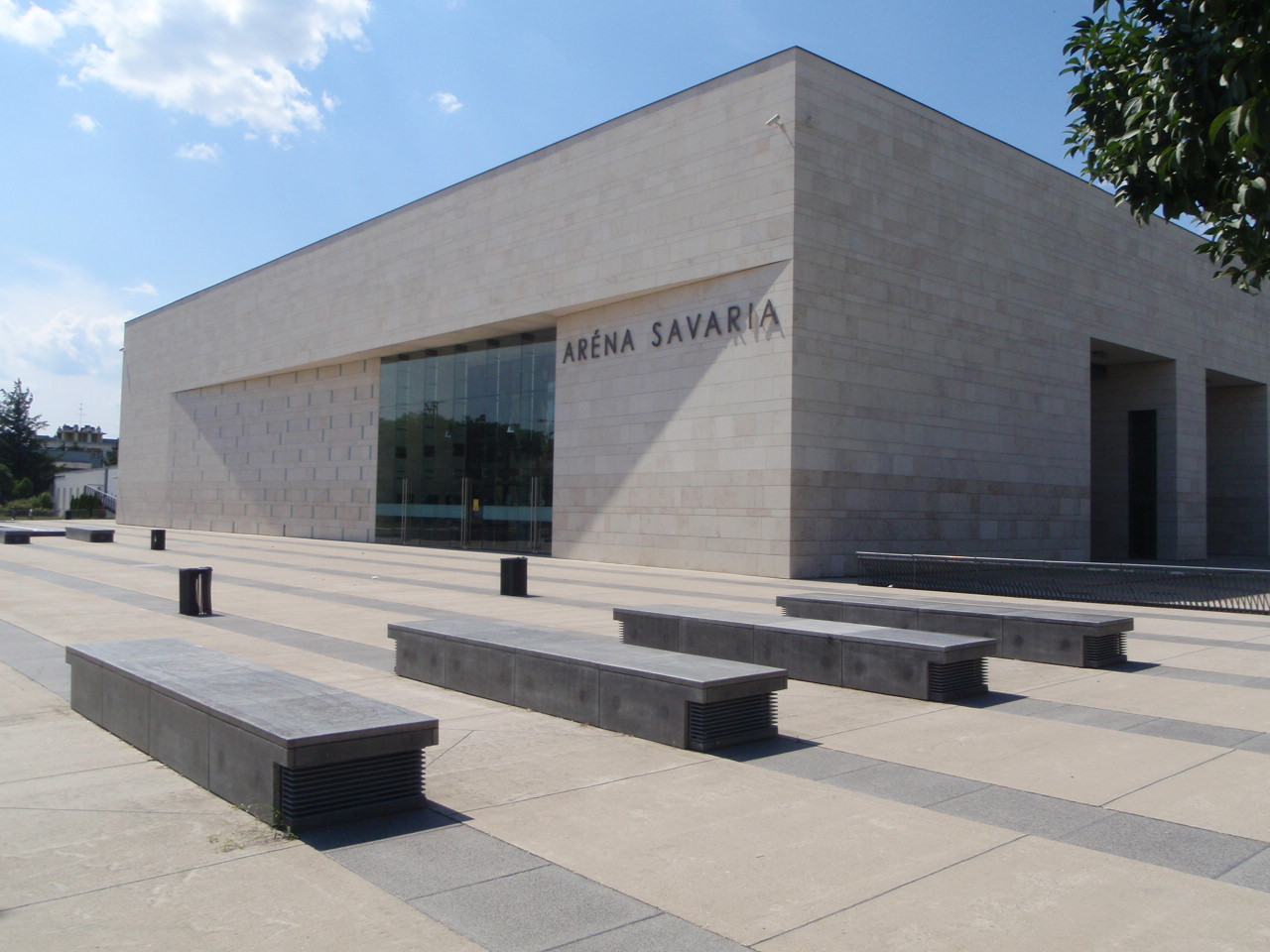
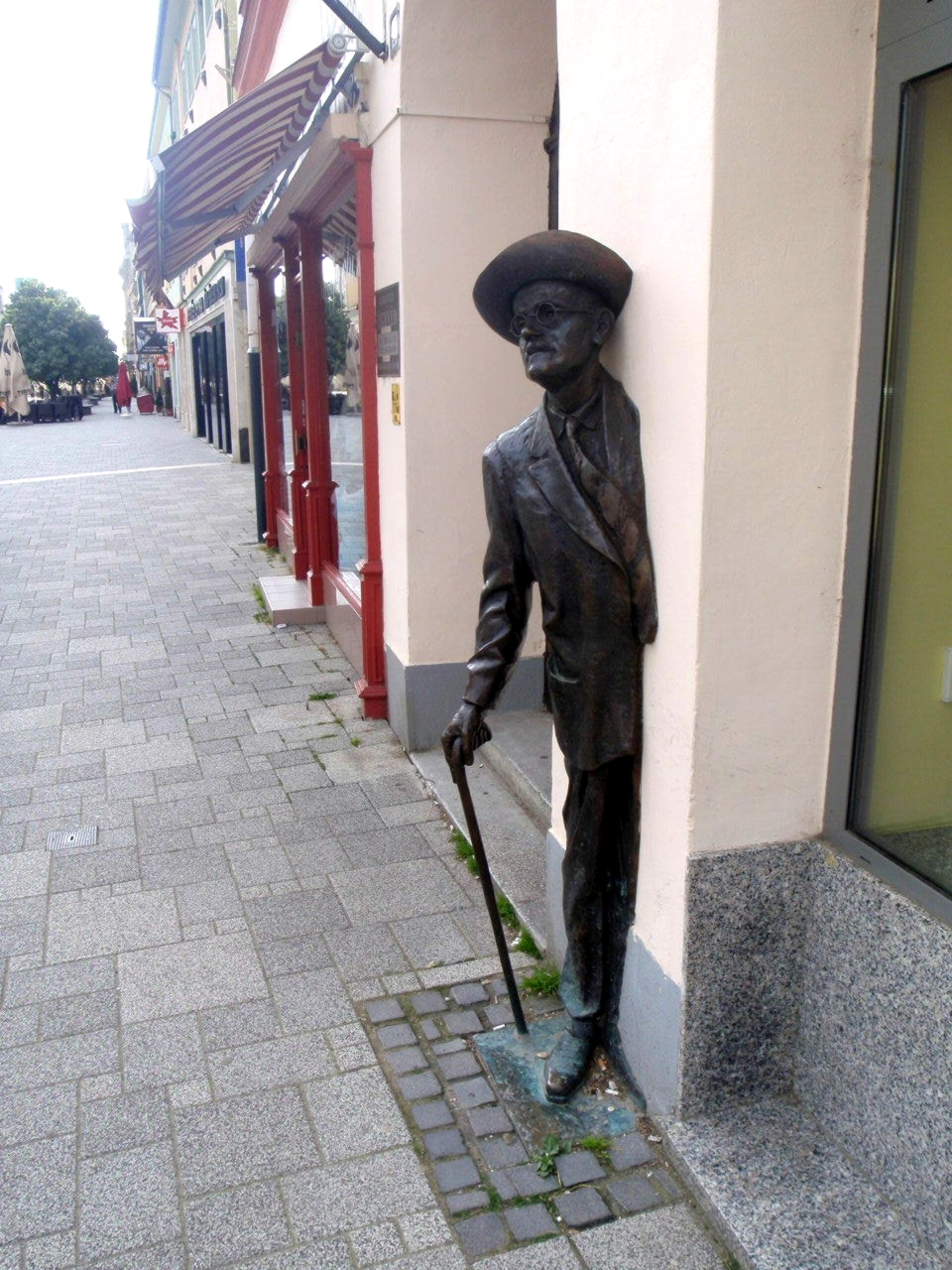
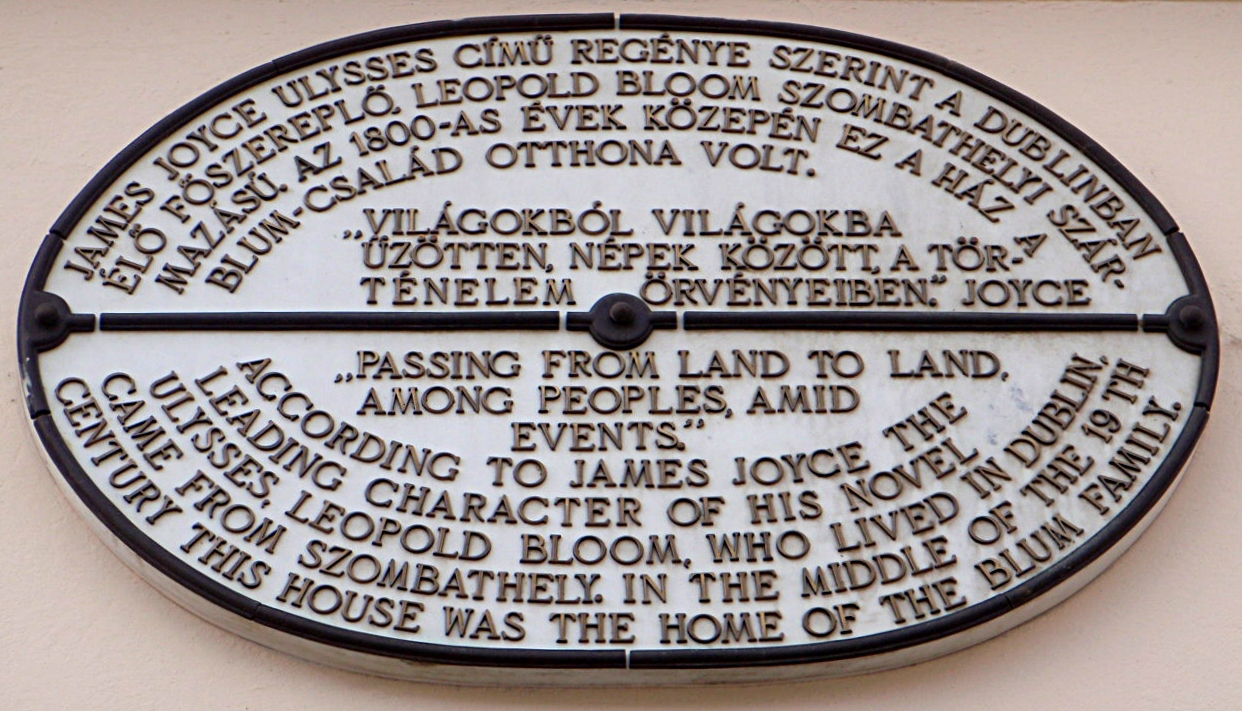